# Devagalli, Mysore
Devagalli là một làng thuộc tehsil Mysore, huyện Mysore, bang Karnataka, Ấn Độ.